# Cardoso
Cardoso es un municipio brasileño del estado de São Paulo. Se localiza a una latitud 20º04'55" sur y a una longitud 49º54'51" oeste, estando a una altitud de 422 metros. Tiene una población de 11.805 habitantes (IBGE/2010). Cardoso pertenece a la Microrregión de Votuporanga.

## Historia
La Vida del Municipio tiene inicio el 20 de enero de 1937 cuando Joaquim Cardoso da Silva funda la Villa. La localidad recibió los nombres de "Villa Bupeva", "Festival del Marinheiro", "Villa Cardosa" hasta llegar al nombre actual "Cardoso". La Villa alcanzó la categoría de Distrito de Paz el 24 de agosto de 1942, por fuerza del Decreto nº12.887 del Dr. Fernando Costa, Interventor Federal del Estado de Sâo Paulo, como parte integrante de la 4ª Circunscripción de la Villa Monteiro (actual Álvares Florence). 
La emancipación fue el 24 de diciembre de 1948, por la Ley Estatal nº233, cuando Cardoso llega a la categoría de municipio. Posteriormente se tornó Comarca, por fuerza de la Ley Estatal n.º 8.050/63, sin embargo, la efectiva instalación de la Comarca solo ocurrió el 29 de septiembre de 1968. El primer prefecto de Cardoso fue el ciudadano Epaminondas José de Andrade, el primer presidente de la Cámara el ciudadano Matheus Concepción y el primer juez el Dr. Marcos Vinicius dos Santos Andrade.

## Geografía

### Demografía
Datos del Censo - 2010
Población total: 11.805
- Urbana: 10.730
- Rural: 1.075
- Hombres: 5.830[7]
- Mujeres: 5.975

Densidad demográfica (hab./km²): 18,45
Mortalidad infantil hasta 1 año (por mil): 22,39
Expectativa de vida (años): 68,07
Tasa de fertilidad (hijos por mujer): 2,12
Tasa de alfabetización: 85,69%
Índice de Desarrollo Humano (IDH-M): 0,756
- IDH-M Salario: 0,692
- IDH-M Longevidad: 0,718
- IDH-M Educación: 0,857

(Fuente: IPEADATA)

### Clima
El clima de Cardoso puede ser clasificado como clima tropical de sabana (Aw), de acuerdo con la clasificación climática de Köppen.

### Hidrografía
- Rio Grande
- Río Turvo
- Río Marinheiro

### Carreteras
- SP-322
- SP-461

## Administración
- Prefecto: Juán de la Brahma de Oliveira da Silva.(DEM) (2009/2012)
- Viceprefecto: Juán de Melo Lima
- Presidente de la cámara: André Lopes Sanches.(2009/2010)